# H. R. F. Keating
H. R. F. Keating (* 31. Oktober 1926 in St Leonards-on-Sea; † 27. März 2011 in London; vollständiger Name Henry Reymond Fitzwalter Keating) war ein britischer Kriminalschriftsteller.

## Leben
Keating wurde 1926 in St Leonards-on-Sea, heute ein Stadtteil von Hastings, geboren und ging in London zur Schule. Während seiner College-Zeit lebte er im irischen Dublin. Ursprünglich war er gelernter Rundfunktechniker, arbeitete aber dann ab den 1960er Jahren als Journalist für den Daily Telegraph in London. Für die Times war er 15 Jahre lang als Rezensent von Kriminalromanen tätig.
Er begann Ende der 1960er mit dem Schreiben von Kriminalromanen. Sein Debütroman Death and the Visiting Firemen erschien 1959 in London. Trotzdem brauchte es fünf weitere Romane und einen Verlagswechsel, bis ihm der Durchbruch gelang. 1964 hatte Inspector Ghote von der Polizei in Bombay seinen ersten Auftritt in The Perfect Murder. Dafür erhielt er nicht nur die höchste britische Krimiauszeichnung, den Gold Dagger, auch für den amerikanischen Edgar wurde er nominiert.
Daraufhin wurde Ganesh Ghote in den nächsten zehn Jahren zu Keatings Hauptfigur. So lange dauerte es allerdings auch, bis der Autor das erste Mal nach Indien kam und die Heimat seines Protagonisten persönlich kennenlernte. Die Serie umfasst heute 25 Bücher.
Ab Mitte der 1970er schrieb Keating auch wieder verstärkt Krimis mit wechselnden Ermittlern. Ein weiteres Mal, 1980 mit The Murder of the Maharajah, brachte ihm einer seiner Krimis einen Gold Dagger ein, etwas, das nur wenigen Autoren gelang. Das Buch wird oft der Ghote-Serie zugerechnet: Zwar ist nicht Ganesh Ghote mit von der Partie, dafür aber sein Vater.
Im Jahr 2000 beschloss Keating, dass es an der Zeit sei, die Karriere von Ghote im üblichen Pensionsalter von 55 Jahren zu beenden, und veröffentlichte mit Breaking and Entering seinen zumindest chronologisch letzten Fall als Inspector. 2008 wurde er allerdings rückfällig und schrieb einen Roman, der zeitlich ganz am Anfang von Ghotes Karriere spielt.
Anstelle von Ghote begann der Brite 2000, im Alter von 73 Jahren, eine neue Reihe mit Detective Chief Inspector Harriet Martens aus Greater Birchester als Ermittlerin, die seitdem sieben seiner Fälle gelöst hat.

## Rezeption
Auch unter den britischen Krimiautoren nahm H. R. F. Keating eine besondere Stellung ein. 1970 und 1971 hatte er den Vorsitz der Crime Writers' Association (CWA) inne; 1985 wurde er Präsident des Detection Clubs, einer renommierten Autorenvereinigung in der Tradition von Chesterton, Christie und Sayers. Trotz der großen Wertschätzung in seiner Heimat war der Engländer vor allem im angelsächsischen Raum erfolgreich. Nur ein Teil seiner Ghote-Romane und ein weiterer Krimi sind bislang in Deutsch erschienen.
Neben seinen belletristischen Werken hat Keating auch Literatursachbücher geschrieben, darunter ein Buch über das Schreiben von Krimis (Writing Crime Fiction, 1986) und eine Biografie von Agatha Christie (Agatha Christie: First Lady of Crime).

## Auszeichnungen
- 1964: Gold Dagger der CWA für den Roman The perfect murder
- 1996: Diamond Dagger der CWA für sein Lebenswerk
- 1980: Gold Dagger für den Roman The murder of the maharajah

## Werke

### Als Autor
Inspector-Ghote-Krimis
- The Perfect Murder. Academy Chicago Press, Chicago, Ill. 1997, ISBN 0-89733-078-1 (EA London 1964)
- Inspector Ghote’s Good Crusade. Constable Books, London 1986, ISBN 0-09-466450-1 (EA London 1966)
- Inspector Ghote Caught in Meshes. Severn House, London 1985, ISBN 0-7278-1109-6 (EA London 1967)
- Inspector Ghote Hunts the Peacock. Black Dagger Crime, Bath 2007, ISBN 978-1-4056-8570-2 (EA London 1968)
  - Der Pfau muss Federn lassen. Rowohlt, Reinbek 1970, ISBN 3-499-42187-9.
- Inspector Ghote Plays a Joker. Severn House, London 1984, ISBN 0-7278-1088-X (EA London 1969)
- Inspector Ghote Breaks an Egg. Penguin, Harmondsworth 1974, ISBN 0-14-003839-6 (EA London 1970)
  - Inspector Ghote zerbricht ein Ei. Unionsverlag, Zürich 2004, ISBN 3-293-20299-3 (früherer Titel Finger weg von Heiligen Kühen, 1973)
- Inspector Ghote Goes by Train. Collins, London 1971, ISBN 0-00-231351-0.
  - Inspector Ghote reist 1. Klasse. Unionsverlag, Zürich 2007, ISBN 978-3-293-20389-1 (EA Reinbek 1975)
- Inspector Ghote Trusts the Heart. Collins, London 1972, ISBN 0-00-231353-7.
  - Inspector Ghote hört auf sein Herz. Unionsverlag, Zürich 2005, ISBN 3-293-20348-5 (früherer Titel Geben Sie’s auf, Inspector Ghote!, 1975)
- Bats Fly Up for Inspector Ghote. Chivers Books, Bath 1982, ISBN 0-85119-846-5 (EA London 1974)
  - Inspector Ghote sucht die undichte Stelle. Rowohlt, Reinbek 1976, ISBN 3-499-42378-2.
- Filmi, Filmi, Inspector Ghote. Penguin, Harmondsworth 1979, ISBN 0-14-004592-9 (EA London 19176)
  - Inspector Ghote geht nach Bollywood. Unionsverlag, Zürich 2005, ISBN 3-293-20323-X (früherer Titel Inspector Ghote geht zum Film, 1978)
- Inspector Ghote Draws a Line. Hamlyn Press, London 1981, ISBN 0-600-20249-6.
  - Inspector Ghote unter falscher Flagge. Rowohlt, Reinbek 1980, ISBN 3-499-42543-2.
- Go West, Inspector Ghote. Collins, London 1981, ISBN 0-00-231289-1.
  - Inspector Ghote und der Guru in L.A. Rowohlt, Reinbek 1983, ISBN 3-499-42620-X.
- The Sheriff of Bombay. Collins, London 1984, ISBN 0-00-231735-4.
- Under a Monsoon Cloud. Hutchinson, London 1986, ISBN 0-09-163700-7.
- The Body in the Billiard Room. Hutchinson, London 1987, ISBN 0-09-170280-1.
- Dead on Time. Hutchinson, London 1988, ISBN 0-09-173459-2.
- Inspector Ghote, His Life and Crimes. Hutchinson, London 1989, ISBN 0-09-174232-3 (Kurzgeschichten)
- The Iciest Sin. Hutchinson, London 1990, ISBN 0-09-173745-1.
- Cheating Death. Hutchinson, London 1992, ISBN 0-09-175189-6.
- Doing Wrong. Macmillan, London 1994, ISBN 0-333-60413-X.
- Asking Questions. Macmillan, London 1996, ISBN 0-333-66271-7.
- Bribery, Corruption Also. Pan Books, London 1999, ISBN 0-330-37242-4.
- Breaking and Entering. Pan Books, London 2000, ISBN 0-330-48304-8.
- Inspector Ghote’s First Case. Allison & Busby, London 2008, ISBN 978-0-7490-7970-3.
- The Inspector Ghote Mysteries. An omnibus. Pan Books, London 1996, ISBN 0-330-34856-6 (Inhalt: Inspector Ghote caught in meshes, Inspector Ghote's good crusade und The perfect murder)

Harriet-Martens-Krimis
- The Hard Detective. Macmillan, London 2000, ISBN 0-333-76619-9.
- A Detective in Love. Macmillan, London 2001, ISBN 0-333-90723-X.
- A Detective Under Fire. St. Martin's Minotaur, New York 2002, ISBN 0-312-31657-7.
- The Dreaming Detective. Macmillan, London 2003, ISBN 1-4050-3344-4.
- A Detective at Death’s Door. Thomas Dunne Books, New York 2004, ISBN 0-312-34206-3.
- One Man and His Bomb. Allison & Busby, London 2006, ISBN 0-7490-8288-7.
- Rules, Regs and Rotten Eggs. Allison & Busby, London 2007, ISBN 978-0-7490-8030-3.

Andere Krimis
- Death and the Visiting Firemen. Penguin, Harmondsworth, 1959.
- Zen There Was Murder. Gollancz, London 1960.
- A Rush on the Ultimate. Gollancz, London 1961.
- The Dog It Was That Died. Gollancz, London 1962.
- Death of a Fat God. Penguin, Harmondsworth 1963.
- Is Skin-Deep, Is Fatal. Penguin, Harmondsworth 1965.
  - In Schönheit sterben. Rowohlt, Reinbek 1966.
- The Strong Man. Heine Books, London 1971.
- The Underside. Macmillan, London 1974.
- A Remarkable Case of Burglary. Collins, London 1975, ISBN 0-00-231712-5.
- Murder by Death. Warner Books, New York 1976, ISBN 0-446-88161-9.
  - Eine Leiche zum Dessert. Moewig, Rastatt 1987, ISBN 3-8118-4865-8 (früherer Titel Mord ohne Mörder 1986).
- A Long Walk to Wimbledon. Macmillan, London 1978, ISBN 0-333-23699-8.
- The Murder of the Maharajah. Hamlyn Press, Feltham 1983, ISBN 0-600-20320-4.
  - Tod einer hochgestellten Persönlichkeit. Rowohlt, Reinbek 1982, ISBN 3-499-42583-1.
- Mrs Craggs. Crimes Cleaned Up. Buchan & Enright, London 1985, ISBN 0-907675-48-4 (Kurzgeschichten)
- The Rich Detective. Pan Books, London 1993, ISBN 0-330-33298-8.
- The Good Detective. Macmillan, London 1995, ISBN 0-333-62999-X.
- The Bad Detective. Macmillan, London 1996, ISBN 0-333-64994-X.
- The Soft Detective. Pan Books, London 1997, ISBN 0-330-35402-7.
- In Kensington Gardens Once …. Jesmond Publ., Newcastle upon Tyne 1997, ISBN 1-873226-23-3 (Kurzgeschichten)
- Jack the Lady Killer. Poisoned Pren Press, Scottsdale, Az. 1999, ISBN 1-890208-24-8 (in Vers-Form geschrieben)

Sachbücher
- Murder Must Appetize. Lemon Tree Press, London 1975, ISBN 0-904291-05-7.
- Sherlock Holmes. The Man and His World. Thames & Hudson, London 1979, ISBN 0-500-01214-8.
- Writing Crime Fiction. Black, London 1986, ISBN 0-7136-2869-3.
- Crime and Mystery. The 100 Best Books. Xanadu Press, London 1987, ISBN 0-047761-25-X.
- The Bedside Companion to Crime. O’Mara Books, London 1989, ISBN 0-948397-53-5.

### Unter dem PseudonymEvelyn Hervey
- The Governess. Doubleday, New York 1984, ISBN 0-385-19069-7.
- The Man of Gold. Doubleday, New York 1985, ISBN 0-385-23005-2.
- Into the Valley of Death. Bloomsbury Press, London 2013, ISBN 978-1-4482-0322-2. (EA London 1986)

### Als Herausgeber
- Crime writers. Reflections on crime fiction. BBC, London 1978, ISBN 0-563-16287-2 (zusammen mit Reginald Hill).
- Whodunit? A guide to crime, suspense and sy fiction. Van Nostrand Reinhold, New York 1982.
- Agatha Christie. First lady of crime. Weidenfeld & Nicholson, London 1977, ISBN 0-297-77295-3.

## Verfilmungen
Sein erfolgreichster Roman, The Perfect Murder, wurde 1988 in einer britisch-indischen Co-Produktion verfilmt.